# Kantevaderahalli, Koratagere
Kantevaderahalli là một làng thuộc tehsil Koratagere, huyện Tumkur, bang Karnataka, Ấn Độ.